# Ellie Caulkins Opera House
La Ellie Caulkins Opera House se inauguró el 10 de septiembre de 2005, en Denver (Colorado) como parte de un gran complejo de artes escénicas de la ciudad. Tiene capacidad para 2225 espectadores. La familia Caulkins comprometió 7 000 000 de dólares para la mejora de la ópera lírica y los espacios públicos adyacentes que fueron construidos en el interior del Auditorio Newton.